# Euphorbia platyphyllos
Espèce
Statut de conservation UICN

 LC  : Préoccupation mineure
L'Euphorbe à feuilles larges ou Euphorbe à feuilles plates (Euphorbia platyphyllos) est une espèce de plante herbacée de la famille des Euphorbiacées.

## Liste des sous-espèces et variétés
Selon Tropicos (29 juillet 2016) (Attention liste brute contenant possiblement des synonymes) :
- Euphorbia platyphyllos subsp. flavopurpurea (Willk.) Nyman
- Euphorbia platyphyllos subsp. literata (Jacq.) Holub
- Euphorbia platyphyllos subsp. platyphyllos
- Euphorbia platyphyllos var. literata (Jacq.) W. Koch
- Euphorbia platyphyllos var. serrulata (Thuill.) Pers.
- Euphorbia platyphyllos var. stricta (L.) Fiori
- Euphorbia platyphyllos var. subciliata (Pers.) Nyman